# Sphondylium longifolium
Sphondylium longifolium är en flockblommig växtart som beskrevs av Franz Georg Hoffmann. Sphondylium longifolium ingår i släktet Sphondylium och familjen flockblommiga växter. Inga underarter finns listade i Catalogue of Life.